# Annie M. G. Schmidtová
Anna Maria Geertruida Schmidtová (20. května 1911, Kapelle, Nizozemsko - 21. května 1995, Amsterdam) byla nizozemská básnířka a spisovatelka, autorka mnoha knih, písňových textů, divadelních her, muzikálů a rozhlasových a televizních her.

## Život a dílo
Proslavila se především svými knížkami pro děti, z nichž nejznámější jsou příběhy o Jipovi a Janneke. Celé generace Nizozemců vyrostly společně s příběhy této autorky, čímž se její dílo nesmazatelně vrylo do kolektivní paměti poválečného Nizozemí.
V roce 2002 vyšla v Nizozemsku biografie Anny M. G. Schimdtové nazvaná "Anna" autorky Annejet van der Zijlové.
V češtině vyšel dětský román Viplala (1999) v překladu brněnské nederlandistky Ems Máčelové-van den Broecke (1921-2012) a jejich studentů.